# Стара пинакотека
Стара пинакотека (значење: стара колекција слика) је уметнички музеј у Минхену. У њему се чува једна од најзначајнијих светских колекција западноевропског сликарства од средњег века до средине 18. века. Званично, ова галерија припада Баварским државним збиркама сликарства.
Краљ Баварске Лудвиг I је 1826. наложио архитекти Леу фон Кленцеу да пројектује галерију у којој би била смештена колекција Вителзбах. Грађевина која је тако настала била је врло модерна за своје доба и постала узор за многе друге (Рим, Санкт Петербург, Брисел, Касел). Зграда Старе пинакотеке је тешко оштећена у Другом светском рату. Рестаурирана је и поново отворена за јавност у 1950-им, али њена богата унутрашња декорација није обновљена.
У Старој пинакотеци је изложено око 800 слика. Најзначајније секције су старо немачко, низоземско и италијанско сликарство, ренесансно сликарство Италије и Немачке, и барокно сликарство Немачке, Италије, Низоземске, Француске и Шпаније. Од појединачних сликара, највише су заступљени: Албрехт Дирер, Тицијан, Петер Паул Рубенс и Антонијус ван Дајк.
Прекопута Старе пинакотеке налази се Нова пинакотека, у којој су изложена дела из 19. и с почетка 20. века. Као трећи музеј у целини изграђена је Пинакотека модерног сликарства, која се бави сликарством 20. и 21. века.

## Галерија одабраних експоната
- Албрехт Дирер: Портрет Осволта Крела
- Албрехт Алтдорфер: Битка код Иса
- Леонардо да Винчи: Мадона са каранфилом и дететом
- Тицијан: Портрет Карла
- П. П. Рубенс: Отмица Леукипових кћери
- П. П. Рубенс: Борба Амазонки
- Антонијус ван Дајк: Аутопортрет
- Франсоа Буше: Госпођица О'Марфи